# Медаль «За взятие Вены»
Медаль «За взятие Вены» — медаль, учреждённая Указом Президиума ВС СССР от 9 июня 1945 года в честь взятия Вены в ходе Великой Отечественной войны.

## Положение о медали
Медалью «За взятие Вены» награждаются военнослужащие Красной Армии, Военно-Морского Флота и войск НКВД — непосредственные участники штурма и взятия Вены в период 16 марта — 13 апреля 1945 года, а также организаторы и руководители боевых операций при взятии этого города.
Медаль «За взятие Вены» носится на левой стороне груди и при наличии других медалей СССР располагается после медали «За взятие Кёнигсберга».
По состоянию на 1 января 1995 года медалью «За взятие Вены» награждено приблизительно 277 380 человек.

## Описание медали
Медаль «За взятие Вены» изготовляется из латуни и имеет форму правильного круга диаметром 32 мм. Автор проекта медали — художница Зворыкина.
На лицевой стороне медали: в центре надпись «ЗА ВЗЯТИЕ ВЕНЫ», вверху пятиконечная звездочка, внизу лавровая веточка. Лицевая сторона медали окаймлена бортиком.
На оборотной стороне медали дата взятия Вены: «13 апреля 1945», над датой пятиконечная звездочка.
Все надписи и изображения на медали выпуклые.
Медаль при помощи ушка и кольца соединяется с пятиугольной колодкой, обтянутой голубой шёлковой муаровой лентой шириной 24 мм. Посередине ленты синяя полоска шириной 8 мм.

## Иллюстрации

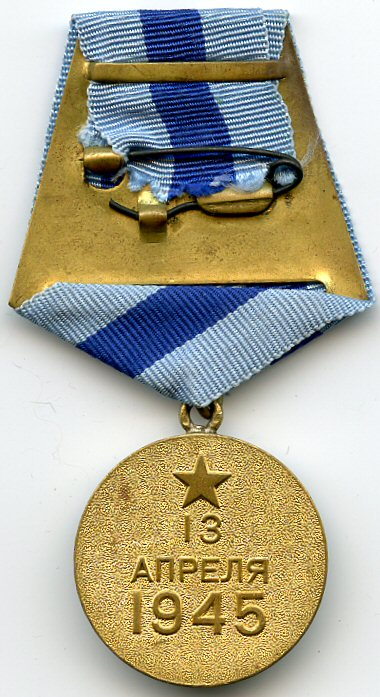
Реверс медали
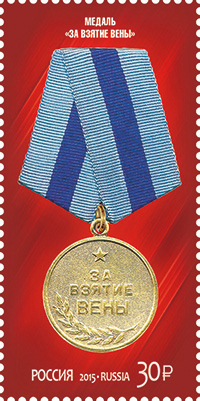
Почтовая марка России, 2015 год